# Kerem Shalom
Kerem Shalom (en hebreo: כרם שלום‎, lit. 'Viña de la Paz') es un kibutz en el Concejo Regional Eshkol, situado en el encuentro de los límites fronterizos de Israel, Egipto y la Franja de Gaza. Da su nombre al cercano paso fronterizo de Kerem Shalom. 

## Kibutz
El kibutz fue fundado en 1966  por los miembros de Hashomer Hatzair. Su nombre incluye la palabra shalom, ya que sus miembros creen que el lugar tiene un papel en el establecimiento de la paz y poner fin al conflicto árabe-israelí.

## Cruce fronterizo
Desde el 20 de marzo de 2006, el cruce fronterizo de Kérem Shalom se ha utilizado para llevar la carga desde Egipto a la franja de Gaza. Los camiones que llegan desde Egipto se descargan en Kerem Shalom, y posteriormente llevados a la Franja de Gaza. El tiempo necesario para el traslado es de unos 45 minutos, lo que permite que entre 15 y 50 camiones diarios circulen por este lugar. El cruce de Kerem Shalom es administrado por la Autoridad Aeroportuaria Israelí. Los observadores europeos de la Unión Europea, utilizan el cruce de Kerem Shalom para llegar a Rafah.

### Ataque y secuestro de un soldado
El 25 de junio de  2006 el cabo Gilad Shalit fue secuestrado por militantes palestinos de Hamás cerca de Kerem Shalom después estos cruzaran la frontera desde la Franja de Gaza hacia Israel a través de un túnel. Dos soldados de las Fuerzas de Defensa de Israel fueron asesinados y otros tres resultaron heridos, además de Shalit. En respuesta y con la misión de rescatar a Shalit, las FDI entraron a la Franja de Gaza para realizar la Operación Lluvia de Verano.

### Guerra de Gaza
El kibutz fue atacado por militantes de Hamás durante los ataques procedentes de la Franja de Gaza en 2023. Un equipo de voluntarios defensores del kibutz se enfrentó a los atacantes. Al menos veinte combatientes de Hamás y dos miembros de la fuerza defensiva israelí murieron en el enfrentamiento.